# Jerzy Szopa

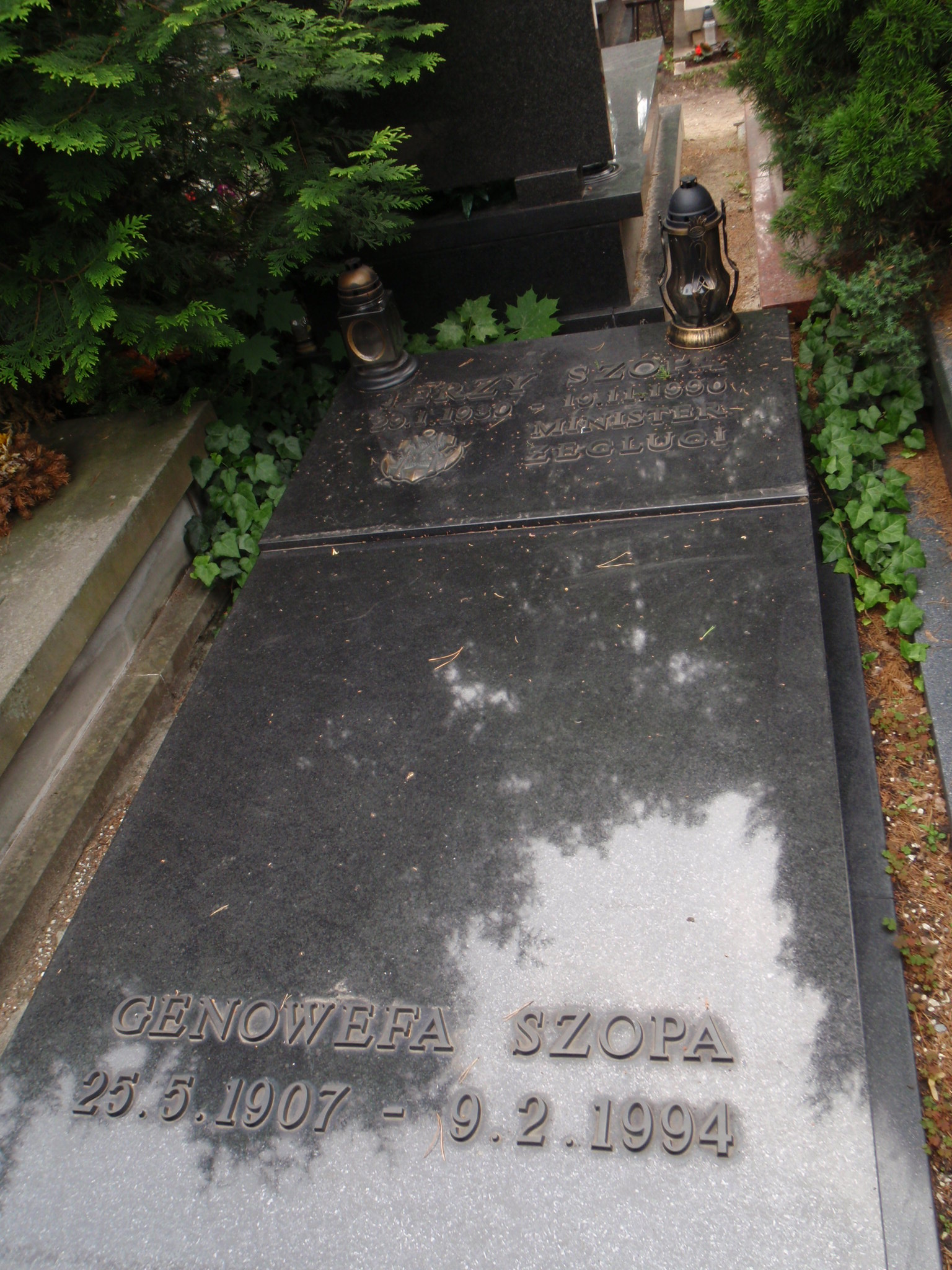
Grób Jerzego Szopy na Cmentarzu Wojskowym na Powązkach w Warszawie

Jerzy Szopa (ur. 29 stycznia 1930 w Piotrkowie Trybunalskim, zm. 19 listopada 1990 w Warszawie) – polski działacz komunistyczny, minister żeglugi w latach 1969–1973, dyplomata, inżynier budownictwa okrętowego.

## Życiorys
Syn Stefana i Genowefy.
Ukończył Państwową Szkołę Morską w Gdyni (1950) i Politechnikę Gdańską (1957), po studiach pracował w Polskich Liniach Oceanicznych (m.in. jako główny mechanik i dyrektor ds. technicznych). Od 1950 do 1951 służył w Kompanii Oficerów Rezerwy przy Oceanicznej Szkole Morskiej. W 1947 wstąpił do Związku Młodzieży Wiejskiej, od 1952 należał do Polskiej Zjednoczonej Partii Robotniczej. Był I sekretarzem oddziałowej organizacji partyjnej na Politechnice Gdańskiej (1952–1956), w Polskich Liniach Oceanicznych był II sekretarzem podstawowej organizacji partyjnej (1956–1959) i członkiem egzekutywy komitetu zakładowego (1959–1963). Od grudnia 1971 do grudnia 1975 wchodził w skład Komitetu Centralnego PZPR.
W latach 1965–1969 pełnił funkcję podsekretarza stanu w Ministerstwie Żeglugi. W kwietniu 1969 został powołany na ministra żeglugi, zastępując Janusza Burakiewicza. Funkcję pełnił do listopada 1973, w późniejszym okresie był m.in. zastępcą sekretarza generalnego Rady Wzajemnej Pomocy Gospodarczej w Moskwie (1974-1981), wiceprezesem Polskiej Izby Handlu Zagranicznego i radcą ambasady PRL/RP w Belgradzie. W 1983 wybrany w skład Prezydium Zarządu Głównego Towarzystwa Przyjaźni Polsko-Radzieckiej.
Jerzy Szopa jest pochowany na Cmentarzu Wojskowym na Powązkach w Warszawie (kwatera A 3 Tuje rz. 1 m. 38).

## Odznaczenia
- Order Sztandaru Pracy II klasy (1969)[2]